# Biegi narciarskie na Mistrzostwach Świata w Narciarstwie Klasycznym 1982
Zawody w biegach narciarskich na XXI Mistrzostwach świata w narciarstwie klasycznym odbyły się w dniach 19–28 lutego 1982 w norweskim Oslo.

## Terminarz
| Data           | Miejscowość | Konkurencja                                           | Złoto | Srebro                                                                     | Brąz |
| -------------- | ----------- | ----------------------------------------------------- | --- | -------------------------------------------------------------------------- | --- |
| 19 lutego 1982 | Oslo        | Bieg indywidualny kobiet na 10 km stylem klasycznym   | Berit Aunli | Hilkka Riihivuori                                                          | Květa Jeriová |
| 20 lutego 1982 | Oslo        | Bieg indywidualny mężczyzn na 30 km stylem klasycznym | Thomas Eriksson | Lars Erik Eriksen                                                          | Bill Koch |
| 22 lutego 1982 | Oslo        | Bieg indywidualny kobiet na 5 km stylem klasycznym    | Berit Aunli | Hilkka Riihivuori                                                          | Brit Pettersen |
| 23 lutego 1982 | Oslo        | Bieg indywidualny mężczyzn na 15 km stylem klasycznym | Oddvar Brå | Aleksandr Zawjałow                                                         | Harri Kirvesniemi |
| 26 lutego 1982 | Oslo        | Bieg indywidualny kobiet na 20 km stylem klasycznym   | Raisa Smietanina | Berit Aunli                                                                | Hilkka Riihivuori |
| 27 lutego 1982 | Oslo        | Bieg indywidualny mężczyzn na 50 km stylem klasycznym | Thomas Wassberg | Jurij Burłakow                                                             | Lars Erik Eriksen |
| 28 lutego 1982 | Oslo        | Bieg sztafetowy mężczyzn stylem klasycznym            | Norwegia · Lars Erik Eriksen · Ove Aunli · Pål Gunnar Mikkelsplass · Oddvar Brå · & · ZSRR · Władimir Nikitin · Ołeksandr Batiuk · Jurij Burłakow · Aleksandr Zawjałow | -                                                                          | Finlandia · Kari Härkönen · Aki Karvonen · Harri Kirvesniemi · Juha Mieto · & · NRD · Uwe Bellmann · Uwe Wünsch · Stefan Schicker · Frank Schröder |
| 28 lutego 1982 | Oslo        | Bieg sztafetowy kobiet stylem klasycznym              | Norwegia · Anette Bøe · Inger Helene Nybråten · Berit Aunli · Brit Pettersen                                                                                           | ZSRR · Lubow Ladowa · Lubow Zabołocka · Raisa Smietanina · Galina Kułakowa | NRD · Petra Sölter · Carola Anding · Barbara Petzold · Veronika Hesse                                                                              |

## Wyniki zawodów

### Mężczyźni

#### 15 km techniką dowolną
- Data 23 lutego 1982

| Medal | Zawodnik                | Narodowość | Wynik   |
| ----- | ----------------------- | ---------- | ------- |
|       | Oddvar Brå              | Norwegia   | 38:52,5 |
|       | Aleksandr Zawjałow      | ZSRR       | 39:02,1 |
|       | Harri Kirvesniemi       | Finlandia  | 39:02,3 |
| 4     | Jurij Burłakow          | ZSRR       | 39:14,4 |
| 5     | Ołeksandr Batiuk        | ZSRR       | 39:24,7 |
| 6     | Juha Mieto              | Finlandia  | 39:24,7 |
| 7     | Jochen Behle            | RFN        | 39:26,4 |
| 8     | Giuseppe Ploner         | Włochy     | 39:28,3 |
| 9     | Jan Ottosson            | Szwecja    | 39:30,2 |
| 10    | Pål Gunnar Mikkelsplass | Norwegia   | 39:31,8 |
| ...   |                         |            |         |
| 19    | Józef Łuszczek          | Polska     | ?       |

#### 30 km techniką dowolną
- Data 20 lutego 1982

| Medal | Zawodnik           | Narodowość | Wynik     |
| ----- | ------------------ | ---------- | --------- |
|       | Thomas Eriksson    | Szwecja    | 1:21:52,3 |
|       | Lars Erik Eriksen  | Norwegia   | 1:22:13,9 |
|       | Bill Koch          | USA        | 1:22:14,8 |
| 4     | Ove Aunli          | Norwegia   | 1:22:45,0 |
| 5     | Juha Mieto         | Finlandia  | 1:22:59,7 |
| 6     | Aleksandr Zawjałow | ZSRR       | 1:23:00,9 |
| 7     | Jurij Burłakow     | ZSRR       | 1:23:13,0 |
| 8     | Władimir Nikitin   | ZSRR       | 1:23:16,3 |
| 9     | Giorgio Vanzetta   | Włochy     | 1:23:33,9 |
| 10    | Aki Karvonen       | Finlandia  | 1:23:39,4 |
| ...   |                    |            |           |
| 15    | Józef Łuszczek     | Polska     | 1:24:23,0 |

#### 50 km techniką klasyczną
- Data 27 lutego 1982

| Medal | Zawodnik           | Narodowość | Wynik     |
| ----- | ------------------ | ---------- | --------- |
|       | Thomas Wassberg    | Szwecja    | 2:32:00,9 |
|       | Jurij Burłakow     | ZSRR       | 2:32:34,3 |
|       | Lars Erik Eriksen  | Norwegia   | 2:32:49,9 |
| 4     | Ołeksandr Batiuk   | ZSRR       | 2:33:19,6 |
| 5     | Asko Autio         | Finlandia  | 2:33:23,9 |
| 6     | Aleksandr Zawjałow | ZSRR       | 2:34:48,3 |
| 7     | Anatolij Iwanow    | ZSRR       | 2:35:43,7 |
| 8     | Maurilio De Zolt   | Włochy     | 2:36:37,8 |
| 9     | Harri Kirvesniemi  | Finlandia  | 2:36:58,8 |
| 10    | Oddvar Brå         | Norwegia   | 2:38:19,8 |

#### Sztafeta 4×10km
- Data 28 lutego 1982

| Medal | Zawodnik                                                             | Narodowość        | Wynik     |
| ----- | -------------------------------------------------------------------- | ----------------- | --------- |
|       | Lars Erik Eriksen Ove Aunli Pål Gunnar Mikkelsplass Oddvar Brå       | Norwegia          | 1:56:27,6 |
|       | Władimir Nikitin Ołeksandr Batiuk Jurij Burłakow Aleksandr Zawjałow  | ZSRR              | 1:56:27,6 |
|       | Kari Härkönen Aki Karvonen Harri Kirvesniemi Juha Mieto              | Finlandia         | 1:58:49,4 |
|       | Uwe Bellmann Uwe Wünsch Stefan Schicker Frank Schröder               | NRD               | 1:58:49,4 |
| 5     | Thomas Wassberg Jan Ottosson Sven-Erik Danielsson Benny Kohlberg     | Szwecja           | 1:59:39,4 |
| 6     | Jochen Behle Stefan Dotzler Franz Schobel Josef Schneider            | RFN               | 2:00:36,4 |
| 7     | Giorgio Vanzetta Giuseppe Ploner Gianfranco Polvara Maurilio De Zolt | Włochy            | 2:01:19,8 |
| 8     | Dan Simoneau Audun Endestad Tim Caldwell Jim Galanes                 | Stany Zjednoczone | 2:01:59,0 |

### Kobiety

#### 5 km techniką dowolną
- Data 22 lutego 1982

| Medal | Zawodnik              | Narodowość     | Wynik   |
| ----- | --------------------- | -------------- | ------- |
|       | Berit Aunli           | Norwegia       | 14:30,2 |
|       | Hilkka Riihivuori     | Finlandia      | 14:35,6 |
|       | Brit Pettersen        | Norwegia       | 14:48,2 |
| 4     | Anette Bøe            | Norwegia       | 14:48,6 |
| 5     | Květa Jeriová         | Czechosłowacja | 14:53,3 |
| 6     | Anna Pasiarová        | Czechosłowacja | 14:59,8 |
| 7     | Petra Sölter          | NRD            | 15:01,8 |
| 8     | Manuela Di Centa      | Włochy         | 15:04,9 |
| 9     | Lena Carlzon-Lundbäck | Szwecja        | 15:05,2 |
| 10    | Marit Myrmæl          | Norwegia       | 15:05,2 |

#### 10 km techniką dowolną
- Data 19 lutego 1982

| Medal | Zawodnik              | Narodowość     | Wynik   |
| ----- | --------------------- | -------------- | ------- |
|       | Berit Aunli           | Norwegia       | 29:25,9 |
|       | Hilkka Riihivuori     | Finlandia      | 29:46,5 |
|       | Květa Jeriová         | Czechosłowacja | 30:15,8 |
| 4     | Brit Pettersen        | Norwegia       | 30:17,9 |
| 5     | Anette Bøe            | Norwegia       | 30:20,6 |
| 6     | Marie Johansson       | Szwecja        | 30:29,3 |
| 7     | Lubow Ladowa          | ZSRR           | 30:30,3 |
| 8     | Anna Pasiarová        | Czechosłowacja | 30:33,7 |
| 9     | Inger Helene Nybråten | Norwegia       | 30:33,8 |
| 10    | Galina Kułakowa       | ZSRR           | 30:34,8 |

#### 20 km techniką klasyczną
- Data 26 lutego 1982

| Medal | Zawodnik          | Narodowość | Wynik     |
| ----- | ----------------- | ---------- | --------- |
|       | Raisa Smietanina  | ZSRR       | 1:06:16,9 |
|       | Berit Aunli       | Norwegia   | 1:06:20,3 |
|       | Hilkka Riihivuori | Finlandia  | 1:07:29,6 |
| 4     | Lubow Ladowa      | ZSRR       | 1:07:45,9 |
| 5     | Galina Kułakowa   | ZSRR       | 1:07:47,6 |
| 6     | Marit Myrmæl      | Norwegia   | 1:07:57,3 |
| 7     | Marie Johansson   | Szwecja    | 1:08:07,2 |
| 8     | Anette Bøe        | Norwegia   | 1:08:13,2 |
| 9     | Veronika Hesse    | NRD        | 1:08:30,7 |
| 10    | Karin Jäger       | RFN        | 1:08:54,6 |

#### Sztafeta 4×5km
- Data 28 lutego 1982

| Medal | Zawodnik                                                              | Narodowość     | Wynik     |
| ----- | --------------------------------------------------------------------- | -------------- | --------- |
|       | Anette Bøe Inger Helene Nybråten Berit Aunli Brit Pettersen           | Norwegia       | 1:02:15,9 |
|       | Lubow Ladowa Lubow Zabołocka Raisa Smietanina Galina Kułakowa         | ZSRR           | 1:02:29,6 |
|       | Petra Sölter Carola Anding Barbara Petzold Veronika Hesse             | NRD            | 1:02:47,3 |
| 4     | Marja-Liisa Kirvesniemi Helena Takalo Pirkko Määttä Hilkka Riihivuori | Finlandia      | 1:03:08,4 |
| 5     | Anna Pasiarová Dagmar Švubová Gabriela Svobodová Květa Jeriová        | Czechosłowacja | 1:03:34,9 |
| 6     | Marie Johansson Maria Thulin Karin Lamberg Lena Carlzon-Lundbäck      | Szwecja        | 1:04:35,8 |
| 7     | Shirley Firth Sharon Firth Angela Schmidt Esther Miller               | Kanada         | 1:05:39,0 |
| 8     | Karin Thomas Monika Germann Cornelia Thomas Evi Kratzer               | Szwajcaria     | 1:06:38,6 |

## Klasyfikacja medalowa dla konkurencji biegowych MŚ
| #  | Reprezentacja     | Złoto | Srebro | Brąz | Razem |
| -- | ----------------- | ----- | ------ | ---- | ----- |
| 1. | Norwegia          | 5     | 2      | 2    | 9     |
| 2. | ZSRR              | 2     | 3      | 0    | 5     |
| 3. | Szwecja           | 2     | 0      | 0    | 2     |
| 4. | Finlandia         | 0     | 2      | 3    | 5     |
| 5. | NRD               | 0     | 0      | 2    | 2     |
| 6. | Czechosłowacja    | 0     | 0      | 1    | 1     |
|    | Stany Zjednoczone | 0     | 0      | 1    | 1     |